# Roman Nowocien
Roman Nowocien (* 1972) ist ein deutscher Kameramann.
Nowocien absolvierte von 1996 bis 2001 ein Studium an der Deutschen Film- und Fernsehakademie Berlin. Seit 2000 wird er als Kameramann bei Film und Fernsehen eingesetzt.

## Filmografie (Auswahl)
- 2003: Northern Star (Kinofilm)
- 2005: Wilsberg: Schuld und Sünde
- 2005: Wilsberg: Todesengel
- 2006: Polizeiruf 110: Mit anderen Augen
- 2007: R. I. S. – Die Sprache der Toten (Fernsehserie, 13 Folgen, entwickelt und pilotiert)
- 2007: Tatort: Das Ende des Schweigens
- 2008: Molly und Karl (Fernsehserie, entwickelt und pilotiert)
- 2008: Heisse Spur (Fernseh-Zweiteiler)
- 2009: Flemming (Fernsehserie, 3 Folgen)
- 2009: Tatort: Borowski und die heile Welt
- 2011: Wunderkinder (Kinofilm)
- 2011: Die Minensucherin (Fernsehfilm)
- 2012: Im Brautkleid meiner Schwester (Fernsehfilm)
- 2012: Auf Herz und Nieren (Fernsehserie, 4 Folgen, entwickelt und pilotiert)
- 2013: Jedes Jahr im Juni
- 2013: Mit Burnout durch den Wald
- 2014: Der Bergdoktor (Fernsehserie, 4 Folgen)
- 2015: Josephine Klick – Allein unter Cops (Fernsehserie, 3 Folgen)
- 2015: Gefühllos (TV Movie)
- 2015: Die Spezialisten (Fernsehserie, 3 Folgen, entwickelt und pilotiert)
- 2015–2023: Der Alte (Fernsehserie, 19 Folgen)
- 2016: Das Mädchen aus dem Totenmoor (Fernsehfilm)
- 2016: SOKO Leipzig (Fernsehserie, 3 Folgen)
- 2017: SOKO Köln (Fernsehserie, 3 Folgen)
- 2020: Helene, die wahre Braut
- 2022: Ein starkes Team – Die letzte Reise
- 2024: Für immer Sommer – Ein neues Leben
- 2024: Für immer Sommer – Enthüllungen